# Espejo (Equador)
Espejo é um cantão do Equador localizado na província de Carchi.
A capital do cantão é a cidade de El Ángel.